# Jean Hyrcan Ier
Sauf précision contraire, les dates de cet article sont sous-entendues « avant l'ère commune » (AEC), c'est-à-dire « avant Jésus-Christ ».
Jean Hyrcan Ier, dit Hyrcanus, règne sur la Judée de 134 à sa mort en 104 av. J.-C. Il est le deuxième fils de Simon Maccabée et grand prêtre du Temple de Jérusalem à la fin du IIe siècle av. J.-C. C'est donc un Hasmonéen et le neveu de Judas Maccabée. Plusieurs campagnes de conquête lui permettent d'étendre son royaume sur une grande partie de l'aire géographique palestinienne à l'exception de la Galilée.

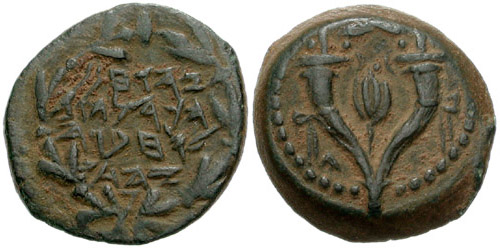
Monnaie de Jean Hyrcan Ier.

Deux de ses fils marquèrent la dynastie hasmonéenne : Aristobule Ier et Alexandre Jannée.

## Son surnom
Flavius Josèphe explique dans la Guerre des Juifs que Jean était aussi connu sous le nom d'Hyrcan, mais n'explique pas la raison qui justifiait cette dénomination. Les seules autres sources primaires, les livres des Maccabées, n'utilisent jamais ce nom pour le désigner, et contiennent une unique référence à Hyrcanus dans le deuxième livre des Maccabées (3, 11) faisant référence à un homme présenté comme « Hyrcan fils de Tobie, homme très éminent », à qui appartenait une partie de l'argent entreposé dans le Temple de Jérusalem lors de la visite d'Héliodore (v. -178)[pas clair].
Le surnom d'Hyrcan pourrait venir de sa participation à l'expédition d'Antiochos VII jusqu'à la mer Hyrcanienne (l'actuelle mer Caspienne). Il est aussi possible que la famille de sa mère ait été originaire d'une communauté juive déportée en Hyrcanie à l'époque d'Antiochos IV, « ce qui expliquerait que les Pharisiens, lors du conflit qu'ils ont eu avec lui, l'aient accusé d'être né d'une captive. »

## Éléments de biographie
- situation à son arrivée au pouvoir (134 av. J.-C.).
- territoires conquis.

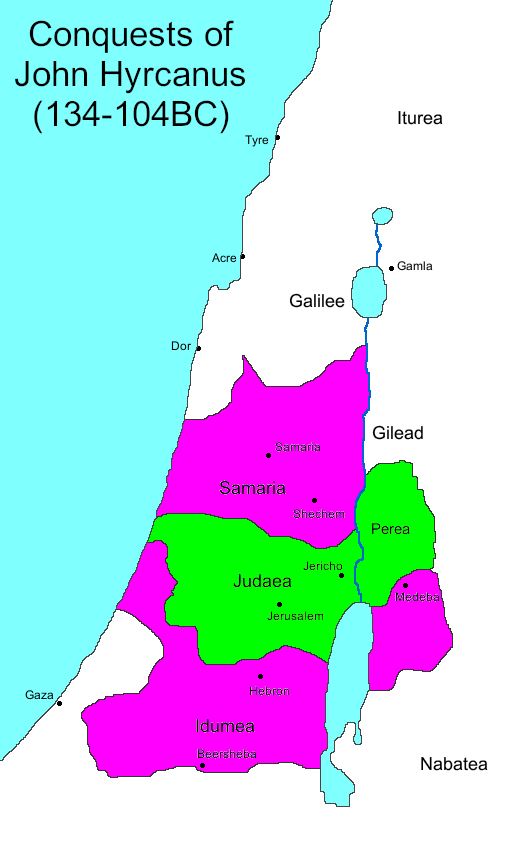
Le royaume hasmonéen sous Jean Hyrcan :
situation à son arrivée au pouvoir (-134).
territoires conquis.

Dès qu'il apprend l'assassinat de son père Simon Maccabée et de deux de ses frères, Jean Hyrcan resté à Jérusalem se fait immédiatement proclamer grand prêtre.

### Extension du royaume
Profitant de la confusion politique qui règne en Syrie et dans une certaine mesure en Égypte, il « met en œuvre une politique d'expansion qui lui permet de conquérir une grande partie de l'aire géographique palestinienne. » Il semble être le premier Hasmonéen à recruter des mercenaires grecs pour ses campagnes de conquête. Dans une première campagne, vers -128, il prend Madaba à l'est du Jourdain et Sichem en Samarie ainsi que le temple samaritain sur le mont Garizim qui est détruit,. Une deuxième campagne (vers -108-107) lui permet de conquérir, puis de dévaster, Adora et Marisa en Idumée. Après la conquête, il contraint les Iduméens à la circoncision ; une forme de judaïsation,. Flavius Josèphe rapporte qu'Hyrcan « soumit tous les Iduméens et leur permit de rester dans le pays à la condition d'adopter la circoncision et les lois des Juifs. Par attachement au sol natal, ils acceptèrent de se circoncire et de conformer leur genre de vie à celui des Juifs. C'est à partir de cette époque qu'ils ont été des Juifs véritables ». Lors de sa troisième campagne (vers -108-107) il conquiert la région de Samarie, alors que deux  de ses fils, Aristobule et Antigone, dirigent l'armée. Les Samaritains sont appuyés par le roi d’Égypte, Ptolémée IX Lathyre, contre l'avis de sa mère et corégente Cléopâtre III. Les Hasmonéens ne se contentent pas de détruire la ville de Samarie, mais selon Flavius Josèphe, ils « l'inondèrent à l'aide de torrents : par des affouillements, ils la firent ébouler dans les ravines et firent disparaître toutes traces indiquant qu'une ville s'élevait jadis en cet endroit ». Grâce à une trahison, il s'empare aussi de la ville de Scythopolis (Tel Beït-Shéan), étendant ainsi son territoire jusqu'aux frontières de la Galilée,.
Les fouilles archéologiques ont confirmé la destruction du sanctuaire samaritain du Mont Garizim, en revanche la date de cette destruction fait l'objet de débat : « pour certains, elle serait intervenue vers 128, pour d'autres vers 112-111, pour d'autres encore vers 108-107. »,.

### Politique intérieure
C'est à propos des critiques virulentes que lui adressent les Pharisiens que cette dénomination apparaît pour la première fois chez Flavius Josèphe. En étendant de plus en plus leur pouvoir, les Hasmonéens se sont progressivement éloignés des buts initiaux du mouvement macchabéen. Ce qui conduit presque inévitablement Jean Hyrcan à un conflit d'abord avec les hassidéens, ensuite avec les pharisiens. Il est toutefois possible que les hassidéens et les pharisiens soient à l'époque un seul groupe : le terme « hassidéen » étant celui utilisé par le groupe pour se désigner, alors que le terme « pharisien » serait une désignation de l'extérieur.
Jean se tourne alors vers les Sadducéens « l'ancien parti formé par la haute classe sacerdotale, plutôt enclin à des compromis religieux en raison de leurs intérêts économiques. » « Ce renversement de politique intérieure, effectué sous Jean, est bien attesté dans la littérature rabbinique, qui cite plusieurs de ses mesures antipharisiennes. »
Bien qu'Antiochos VII Évergète (138-129) ait concédé à Simon Maccabée le droit de frapper sa propre monnaie (1 M 15, 6), c'est son fils Jean Hyrcan Ier qui est le premier Hasmonéen à avoir fait usage de ce droit dans les années 127 - 110. Elles sont légendées en araméen et émises au nom de « Yehohanan le grand prêtre et la communauté de Jérusalem ».

### Guerre
En 133 avant notre ère, après le siège de Jérusalem par le roi de Syrie Antiochos VIII, Jean Hyrcan Ier lui offrit des otages et fut forcé de lui payer 3 000 talents en métal d'argent en guise de rançon dont 500 talents furent payés sur le champ.

### Diplomatie
Comme ses prédécesseurs, Jean Hyrcan s'est efforcé d'entretenir de bons rapports avec Rome. Il y a envoyé deux ambassades qui ont donné lieu à deux senatus-consulte, conservés via les écrits de Flavius Josèphe,. Ils renouvellent le pacte d'amitié du peuple judéen représenté par le grand prêtre avec Rome représenté par le Sénat. Le premier senatus-consulte exige l'évacuation des villes prises par Antiochos VII. Le second stipule que Antiochos IX doit rendre toutes les forteresses et en particulier retirer ses troupes de Joppé (Jaffa). Dans les faits, Rome soutient toutes les revendications hasmonéennes qui affaiblissent le royaume séleucide. Une politique qui sera poursuivie jusqu'à l'arrivée de Pompée en Syrie.
Vers 106-105, une alliance est aussi passée entre les judéens et Athènes,.

### Sources antiques
1. ↑  Flavius Josèphe, Antiquités judaïques, XIII, § 257-258, cité par Simon Claude Mimouni, op. cit., p. 360.
2. ↑  Flavius Josèphe, Antiquités judaïques, XIII, § 257-258, cité par Simon Claude Mimouni, op. cit., p. 360.
3. ↑  Flavius Josèphe, Antiquités judaïques, livre XIII, chapitre 9, paragraphe 1.
4. ↑  Flavius Josèphe, Antiquités judaïques, XIII, § 275-279 et 281-282, cité par Simon Claude Mimouni, op. cit., p. 360.
5. ↑  Flavius Josèphe, Antiquités judaïques, XIII, § 280, cité par Simon Claude Mimouni, op. cit., p. 360.
6. ↑  Flavius Josèphe, Antiquités judaïques, XIII, § 259-266 et XIV, § 145-148, cité par Simon Claude Mimouni, op. cit., p. 361.
7. ↑  Flavius Josèphe, Antiquités judaïques, XIV, § 149-155, cité par Simon Claude Mimouni, op. cit., p. 361.